# Rossbachi csata
A rossbachi csata a hétéves háború egyik csatája volt, melyben a kétszeres létszámfölényben lévő francia–birodalmi hadsereget minimális veszteséggel szétverték II. Frigyes porosz király csapatai. A 18. századi csaták történetében ritka az ilyen nagy, 20:1-es veszteségarány, mely tovább növelte a porosz diadal értékét. A csata eredménye jelentősen hozzájárult ahhoz, hogy Poroszország túlélte a háború további éveit.

## Előzményei
A hétéves háború az osztrák örökösödési háború visszavágója volt. Ausztria abban a reményben indította meg kiválóan felszerelt csapatait, hogy visszaszerezheti Sziléziát, mely korábban a Habsburg Birodalom leggazdagabb tartománya volt. Az európai szövetségi rendszerekben végbement változások Franciaországot, Oroszországot és Svédországot Ausztria mellé állították. A szövetségesek eldöntötték, hogy megcsonkítják Poroszországot, elpusztítva félelmetes katonai potenciálját. Anglia a háború elejétől a poroszokat támogatta az osztrákokkal és a franciákkal szemben (annak ellenére, hogy Ausztria és a Brit Birodalom az eddigi háborúkban szövetségesek voltak).
Frigyes felismerte a veszélyt, és támadástól tartva lerohanta az Ausztriával szövetséges Szászországot; előretolt bázist létesített csapatainak, hogy a hadműveletek nem porosz, hanem ellenséges területeket pusztítsanak majd el. Ezzel a lépéssel azonban Ausztria malmára hajtotta a vizet, ugyanis így lehetővé tette számukra, hogy a háborút névleg a Német-római Birodalom védelmére indítsák el, míg annak valódi célja egyértelműen a Poroszország elleni visszavágás volt. A háború védelmi jellegének alátámasztása érdekében a Habsburgok (akik a birodalmi trónt már 300 éve birtokolták) felszólították a Német-római Birodalom országait, hogy állítsanak elő egy birodalmi hadsereget (Reichsarmee).
A sereg tapasztalatlan volt, így katonailag annak lett volna értelme, ha ezek a csapatok helyőrségi feladatokat látnának el, míg a reguláris osztrák erők támadnak. Politikailag azonban ennek a seregnek élen kellett járnia Szászország felszabadításában. A Reichsarmee parancsnoka Szász-Hildburghauseni József lett, aki jó adminisztrátor, és feltűnően sikertelen tábornok volt. Mivel a birodalmi hadsereg önmagában nem volt valami fenyegető (ezt Ausztria is tudta), a francia támadással összhangban kezdett el tevékenykedni és Türingia felől támadta meg a porosz megszállás alatt álló Szászországot. Eközben keleten a Habsburg Birodalom is megkezdte támadását Szilézia ellen, így a poroszoknak nem egy, hanem két sereggel kellett felvenniük a harcot.
Frigyes azonban gyorsan reagált. Válogatott csapataival gyors menetben indult Szászország védelmére, míg csapatai nagy részét Szilézia védelmére hagyta. Remélte, hogy hamarabb vissza tudja verni a francia-birodalmi erőket, mint, hogy az osztrák hadműveletek keleten kibontakoznak, így még visszasiethet a fontos országrész védelmére is.

A Soubise által vezetett francia-birodalmi sereg létszámfölénye ellenére kerülte az összeütközést a porosz erőkkel, később azonban Szász-Hildburghausen rá tudta venni a támadásra.

## A csata

### A csapatok felvonulása
A poroszok és a franciák egymástól 4km-re, egymással szemben álltak fel. Mindkét sereg tábora magaslatokon volt, a poroszok a Janus-hegyre, a franciák a Schortaui-magaslatokra támaszkodtak. Soubise nem akarta szemtől szembe megtámadni a porosz sereget, félve, hogy az ellenség képzettsége, valamint a domborzat előnytelensége a poroszok javára billentené a mérleget. Helyette elhatározta, hogy délről megkerüli a porosz csapatokat, hogy a hátukba kerüljenek. Soubise arra számított, hogy Frigyes sem fog megkockáztatni egy rohamot, létszámhátránya miatt, így kénytelen lesz visszavonulni.
A francia-birodalmi csapatok villámgyorsan akartak tábort bontani (ami 3 óra alatt sikerült nekik), Soubise anélkül indult el, hogy visszahívta volna az ellátmányt gyűjtő katonákat és a legelni kicsapott lovakat, így a szövetséges csapatok nem kaptak enni november 5-én, valamint a tüzérek nem számíthattak lóvontatásra az ágyúk felvonultatása során, így sok ágyút kézzel kellett átvontatni a csatatéren. A sereg megindult, egy hosszú oszlop formációban, melynek elején és végén lovasság, közepén pedig a tüzérség volt, amit két oldalról a gyalogság vett körbe. A sereg már itt komoly gondokkal küzdött, az élen haladó lovasság ugyanis nagyon eltávolodott az azt követő gyalogságtól a tüzérség lassúsága miatt.
A porosz erők, mikor meglátták a francia-birodalmi megkerülő manővert, alig fél óra alatt tábort bontottak és keleti irányba indultak el, hogy ne oldalról, hanem szemből tudjanak az ellenséges oszlop ellen harcolni. Erre Soubise nem számított. Mikor látta, hogy a porosz sereg kelet felé vonul, azt hitte, sikerült a terve és Frigyest visszavonulásra kényszerítette, további időt nyerve a Sziléziában harcoló szövetségeknek. Már fogalmazta is győzelmi jelentését Párizsba.

### A porosz lovasság támadása
A túlságosan elöl lévő szövetséges lovasság ekkor nehézágyúk tüze alá került. Még ekkor is azt hitték, hogy Frigyes a visszavonulást fedezi, így a lovasság megállt egyhelyben, hogy bevárja a főerők tüzérségét, hogy visszalőhessenek. Ekkor meglepetésszerűen északról és keletről az egyhelyben álló lovasságot a porosz vértesek Seyditz tábornok vezetése alatt lerohanták és fél óra alatt szétszórták.

### Az általános porosz támadás
Az oszlop élén menetelő francia gyalogság látva az elővéd vereségét, megállt, hogy ne sétáljon bele a porosz támadásba, erről azonban elmulasztottak szólni a hátul érkező francia-birodalmi gyalogságnak, így az egész oszlop feltorlódott, fokozva a zűrzavart. A porosz gyalogság ekkor északi irányból átkelt a Janus-hegytől nyugatra lévő magaslatokon és a tűzerő maximalizálása érdekében egyetlen vonalba fejlődött. A francia-birodalmi gyalogság szuronyrohamhoz készült, de próbálkozásaikat elnyomta a poroszok gyilkos puskatüze, valamint a porosz tüzérség. Ráadásként a francia-birodalmi csapatokat hátba támadták Seyditz vértesei. A francia-birodalmi csapatok alig negyedóra leforgása alatt összeomlottak és menekülni kezdtek. A menekülőket kaszabolták az előrenyomuló poroszok, óriási veszteségeket okozva, míg ők minimálisakat szenvedtek.

## Következményei
A csata körülbelül másfél óráig tartott, a végső gyalogsági ütközet pedig maximum tizenöt percig. A francia sereg a visszavonulást követő két hét alatt további veszteségeket szenvedett, míg a Reichsarmee teljesen széthullott. Frigyes a decemberi leutheni csatában az osztrák erők fölött is diadalmaskodott, egyetlen hónap alatt szétverve két ellene támadó nagyhatalom erőit és meggyőzve Angliát a további támogatásról a hétéves háború során, mely komoly segítség volt Frigyesnek, hogy túlélje a háború további öt évét.